# Gérard Houllier
Gérard Houllier (3 tháng 9 năm 1947 - 14 tháng 12 năm 2020) là một huấn luyện viên bóng đá người Pháp. Ông sinh ra tại Thérouanne, Pas-de-Calais, Pháp. Các câu lạc bộ ông từng huấn luyện là Paris Saint-Germain, RC Lens và Liverpool F.C., ông đã đoạt được 1 cup UEFA với Liverpool năm 2001. Sau khi rời Liverpool năm 2004 ông sang huấn luyện cho câu lạc bộ hàng đầu của Pháp là Olympique Lyon và giúp câu lạc bộ này giành 2 chức vô địch giải vô địch nước Pháp, League 1. Ông rời câu lạc bộ Olympique Lyon vào ngày 25 tháng 5 năm 2007. Ông cũng đã từng huấn luyện cho đội tuyển Pháp trong mùa 1992-1993.
Houllier nổi tiếng là một trong những người hiểu biết rộng trong bóng đá. Ông đã giúp một phần trong thành công của Aimé Jacquet khi đưa Pháp vô địch thế giới năm 1998. Ông cũng là thành viên của ủy ban chuyên môn của UEFA và FIFA trong các vòng chung kết World Cup 2002 và 2006.

## Giải thưởng

### Huấn luyện viên
Nœux-les-Mines
- Division 3 Group North: 1978–79[1]

Paris Saint-Germain
- Division 1: 1985–86[2]

Liverpool
- FA Cup: 2000–01[2]
- Cúp Liên đoàn bóng đá Anh: 2000–01, 2002–03[2]
- Siêu cúp Anh: 2001[2]
- Cúp C3 châu Âu: 2000–01[2]
- Siêu cúp châu Âu: 2001[2]

Lyon
- Ligue 1: 2005–06, 2006–07[2]
- Siêu cúp bóng đá Pháp: 2005, 2006[2]

U–18 Pháp
- Giải vô địch bóng đá U-18 châu Âu: 1996

Cá nhân
- UEFA Team of the Year: 2001[3]
- World Soccer Magazine World Manager of the Year: 2001
- Onze d'Or Coach of the Year: 2001
- Ligue 1 Manager of the Year: 2007
- Premier League Manager of the Month: December 1999, March 2002, October 2002[4]

### Orders
- Chevalier of the Légion d'honneur: 2002[5]

## Qua đời
Houllier mất ngày 14 tháng 12 năm 2020, sau nhiều năm mắc bệnh tim.